# Kołacznia
Kołacznia este o arie protejată (sit de importanță comunitară — SCI) din Polonia întinsă pe o suprafață de 0,1 ha, integral pe uscat.

## Localizare
Centrul sitului Kołacznia este situat la coordonatele 50°18′20″N 22°15′59″E / 50.3055°N 22.2664°E.

## Înființare
Situl Kołacznia a fost declarat sit de importanță comunitară în septembrie 2006 pentru a proteja 1 specie de plante.

## Biodiversitate
Situată în ecoregiunea continentală, aria protejată nu include niciun habitat protejat.
La baza desemnării sitului se află o specie protejată de  plante: Rhododendron luteum.